# Kerényi Ádám
Kerényi Ádám (Szeged, 1982[forrás?]  - ) magyar közgazdász, az MTA Közgazdaság- és Regionális Tudományi Kutatóközpont Világgazdasági Intézetének kutatója.

## Életpályája
Tanulmányait a szegedi Juhász Gyula Gyakorló Általános Iskolájában kezdte 1989-ben. 1998 és 2002 között a Ságvári Endre Gyakorló Gimnázium hallgatója volt, ebben az időszakban egy évet Kanadában töltött cserediákként. 2007-ben okleveles közgazdászként vette át diplomáját a Szegedi Tudományegyetem Gazdaságtudományi Karán. 2007-től megkezdett PhD tanulmányait 2010-ben abszolutóriummal fejezte be, 2011-ben szigorlatozott, doktori disszertációját azonban nem védte meg. 2012-ben a Budapesti Corvinus Egyetem speciális kutatószemináriumán Kornai János tanítványa volt. 2013-tól Kornai János egyik kutatási asszisztense. 2017-ben az MTA Világgazdasági Intézetében nyert el fiatal kutatói ösztöndíjat. Tanulmányai kiegészítéseként 2017-ben az EAEPE nyári egyetemén Rómában, 2018-ban IOS/APB/EACES nyári akadémiáján Archiválva 2018. június 21-i dátummal a Wayback Machine-ben Akademie für Politische Bildung Tutzingban vett részt.

## Munkássága

### Tudományos publikációi
- Kerényi Ádám (2018): „Kornai-láz” a Közgázon: beszámoló a Kornai János 90. születésnapja alkalmából szervezett eseménysorozatról
- Kerényi Ádám - Molnár Júlia - Müller János (2018):Veszedelmes viszonyok a bankok és a fintechek között? megjelent a Gazdaság és Pénzügy 2018. évi első számában.
- Kerényi Ádám (2018): Posztszocialista tagállamok az Európai Unióban. Megjelent Éltető Andrea és Szíjártó Norbert által szerkesztett Változó Európa a változó világban Archiválva 2018. június 21-i dátummal a Wayback Machine-ben című kötetben.
- Kerényi Ádám (2016): Tanulmányok a puha költségvetési korlát szindrómáról, az innovációról és a nagy gazdasági rendszerekről Kornai János születésnapja tiszteletére HITELINTÉZETI SZEMLE / FINANCIAL AND ECONOMIC REVIEW 15:(3) pp. 119–126.
- Kerényi Ádám (2016): Studies on the soft budget constraint syndrome, on innovation and great economic systems in honour of János Kornai’s birthday FINANCIAL AND ECONOMIC REVIEW 15:(3) pp. 119–129.
- Kerényi Ádám (2015): Inflation targeting worldwide and in Hungary: – A miracle or a disaster? In: Voszka Éva, Kiss Gábor Dávid (szerk.) Crisis Management and the Changing Role of the State. Konferencia helye, ideje: Szeged, Magyarország Szeged: Faculty of Economics and Business Administration, University of Szeged, 2015. pp. 33–52. (ISBN 978-963-306-340-8)
- Kerényi Ádám (2015): Conference report: BUDAPEST ECONOMIC FORUM ABOUT THE HUNGARIAN MONETARY POLICY ACTA OECONOMICA 65:(1) pp. 143–152.
- Kerényi Ádám (2015): Surányi György as “the” Manager of the Hungarian Monetary Policy between 1989 and 2001 In: Erzsébet Hetesi, Zsófia Vas (szerk.) New Ideas in a Changing World of Business Managament and Marketing. Konferencia helye, ideje: Szeged, Magyarország, 2015.03.19-2015.03.20. Szeged: University of Szeged, Doctoral School of Economics, 2015. pp. 164–173. (ISBN 978-963-306-385-9)
- Kerényi Ádám (2014): Egy magánberuházás tapasztalatai egy állami beruházás számára: A szegedi ELI Projekt Science Park számára minta a GRAPHISOFT PARK példája In: Kovács Péter (szerk.) Gazdasági és társadalmi elemzések és fejlesztési lehetőségek: Az ELI társadalmi, gazdasági megalapozása és multiplikátor hatása. 399 p. Konferencia helye, ideje: Szeged, Magyarország, 2014.11.13-2014.11.14. Szeged: SZTE Gazdaságtudományi Kar, 2015. pp. 200–212. (ISBN 978-963-306-371-2)
- Kerényi Ádám (2014): Néhány tézis a Határátkelés című beszélgetőkönyvből In: Sebestyén Katalin (szerk.) Surányi György hatvan éves. 238 p. Budapest: Pénzügykutató Alapítvány, pp. 62–77.
- Kerényi Ádám (2013): Responsible Innovators: successful role models at the beginning of the 21st century in Hungary In: Buzás N, Lukovics M (szerk.) Responsible Innovation. 208 p. Szeged: Faculty of Economics and Business Administration, University of Szeged, 2014. pp. 121–137. (ISBN 978-963-306-292-0)
- Kerényi Ádám (2013): Conference in honour of János Kornai on the occasion of his 85th birthday ACTA OECONOMICA 63:(2) pp. 229–236.
- Kerényi Ádám (2013): A történelmi egyházak és a holokauszt Csehszlovákiában és Magyarországon, 1938–1945 EGYHÁZTÖRTÉNETI SZEMLE 4:(1) Paper http://www.uni-miskolc.hu/~egyhtort/cikkek/kerenyi-holokauszt.pdf Archiválva 2017. október 4-i dátummal a Wayback Machine-ben.
- Bóka Zsolt, Kárpáti József, Kerényi Ádám, Molnár Eleonóra, Nagy Enikõ: Helyzetkép a magyarságtudat megőrzéséről Kárpátalján In: Kristófné Gungl Rita, Kristóf Péter (szerk.) Metszetek, ahol gondolataink összeérnek. 273 p. Lakitelek: Antológia Kiadó, 2012. pp. 185–217. (ISBN 978-963-9354-92-0)
- Kerényi Ádám: Need for rethinking of the Hungarian fiscal and monetary policy In: Farkas Beáta, Mező Júlia (szerk.) Crisis Aftermath: Economic policy changes in the EU and its Member States. 513 p. Konferencia helye, ideje: Szeged, Magyarország, 2012.05.08-2012.05.09. Szeged: Faculty of Economics and Business Administration, University of Szeged, 2012. pp. 234–241. (ISBN 978-963-306-159-6)
- Kerényi Ádám: A Gazdasági Együttműködési és Fejlesztési Szervezet Better Life indexének bemutatása  PÉNZÜGYI SZEMLE/PUBLIC FINANCE QUARTERLY 56:(4) pp. 506–526. 2011)
- Kerényi Ádám:Financial assistance for the Hungarian crisis management - a case study In: Farkas Beáta (szerk.) Studies in International Economics and Finance. Szeged: JATEPress Kiadó, 2011. pp. 35–62. (ISBN 978-963-315-055-9)
- Kerényi Ádám (2011): Kettős költségvetési kiigazítás Magyarországon 2006 és 2010 között FEJLESZTÉS ÉS FINANSZÍROZÁS pp. 83–87. (2011) Folyóiratcikk/Szakcikk/Tudományos
- Kerényi Ádám (2011): The Better Life Index of the Organisation for Economic Co-operation and Development PÉNZÜGYI SZEMLE/PUBLIC FINANCE QUARTERLY 1: pp. 518–538.
- Kerényi Ádám, Martinás Katalin: On the Theory of Human Decisions in the Age of "beneficial globalization"  INTERDISCIPLINARY DESCRIPTION OF COMPLEX SYSTEMS 8:(2) pp. 70–80. (2010) Folyóiratcikk/Szakcikk/Tudományos Függő idéző: 1 Összesen: 1
- Kerényi Ádám: The stabilizer fiscal policy and its long-term effects REVIEW OF FACULTY OF ENGINEERING ANALECTA TECHNICA SZEGEDINENSIA pp. 66–71. (2010) Folyóiratcikk/Szakcikk/Tudományos 2009
- Kerényi Ádám: Keleten a helyzet változatlan In: Botos Katalin (szerk.) Idősödés és globalizáció: Nemzetközi pénzügyi egyensúlytalanság. 200 p. Budapest: Tarsoly Kiadó, 2009. pp. 107–121. (ISBN 978 963 9570 31 3) Könyvrészlet/Szaktanulmány/Tudományos

### Tudományos konferencia előadásai
- 2016. október INET YSI Plenary, Budapest
- 2016. december SVOC II Budapest
- 2017. február Koppenhága Centre for Information and Bubble Studies
- 2017. június Trento Festival of Economics
- 2018. június Trento Festival of Economics
- 2018. június IOS/EACES Tutzing

### Rádióinterjúi
- Trend FM Reggeli Monitor 
  - 2018. május 2-án az Európai Unió költségvetéséről (visszahallgatható az 5-ik rész alatt)
  - 2018. május 30-án az Európai Unió költségvetéséről (visszahallgatható a 14-ik rész alatt)
  - 2018. június 22-én az EU-USA vámháborúról (3-ik rész)
  - 2018. június 28-án Albánia és Macedónia uniós csatlakozási tárgyalásánának további lehetőségéről
  - 2018. július 19-én az EU-Japán közötti gazdasági partnerségi megállapodásról